# ルチアーノ・ピゴッツィ
ルチアーノ・ピゴッツィ（Luciano Pigozzi、1927年1月10日 - 2008年6月14日）はイタリアの映画俳優。
レッジョ・エミリア県ノヴェッラーラ出身。ラツィオ州ローマで死去。
他のクレジット名義にはアラン・コリンズ (Alan Collins) があり、主にマカロニ物と呼ばれる疑似米国映画群で使用した変名である。稀にアラン・コリン (Alan Collin)、ルーク・ピゴッツィ (Luke Pigozzi) 名義も見られる。尚、日本国内のDVDソフトのジャケット等には片仮名でアレン・コリンズと表記されることもある。

## 人物

### 俳優としての特徴
映画俳優としての活動期間は1954年から1989年で、100本以上の映像作品に出演したとインターネット・ムービー・データベースにある。イタリアの娯楽映画が主な活動範囲で、脇役が大半を占め、時には主人公の相棒や悪役を演じることもあった。また、やや小柄で独特の容貌と演技スタイルからイタリアのピーター・ローレの異名を取る。
1960年代からはマカロニ・ウエスタンやスパイ物、ホラー物等の疑似米国映画への出演が増え、以降1980年代の末までこの傾向が続いた。マリオ・バーヴァやリッカルド・フレーダ、ミケーレ・ルーポ、ウンベルト・レンツィ等の多数の職人監督の作品にも出演し、特にアントニオ・マルゲリーティ作品に17本も起用された。また、フランコ・フランキ、チッチョ・イングラシア、リチャード・ハリスン、クラウス・キンスキー、マーク・ダモン、ファビオ・テスティ、ウィリアム・バーガー等のスターとも共演した。

### マルゲリーティ監督作品の常連脇役
イタリアを代表する娯楽映画職人のアントニオ・マルゲリーティ監督作品にはリチャード・ハリスン主演のマカロニ・ウエスタン『復讐』（1968年/未ソフト化）辺りから出演し、引退直前の1980年代末まで起用された。また、1980年代からの出演本数は10本と急増している。作品の内容はSFからアクション、スリラーと幅広く、ジェーン・バーキンとセルジュ・ゲンスブールの夫婦共演による『ヴェルヴェットの森』（1973年/未/DVD）も含まれる。尚、フィリピンで撮影された『ザ・ゴールデンコブラ』（1982年/未/ビデオ）、『トルネード2』（1982年/未/ビデオ）やトルコで撮影された『アドベンチャー・アーク/アポロンの秘宝』（1984年）等で共演したデーヴィッド・ウォーベックやジョン・スタイナーとは息の合った所を見せている。

## 経歴

### マカロニ・ウエスタンへの出演
1960年代はイタリア製西部劇であるマカロニ・ウェスタンがブームを巻き起こし、およそ10余年の間に500本以上量産されたと言われる。イタリアのみならず、世界中の俳優が出演した。
ピゴッツィも例に漏れることなくリカルド・フレーダ監督の『オーウェルロックの血戦』（1967年/未/テレビ放映/DVD）辺りからマカロニ・ウエスタンに進出し、ブームが去った1970年代末まで付き合った。演じる役どころは主に小悪党や市井の人々と言った具合に脇役が殆どだった。出演作品は日本では劇場未公開が少なくなく『そして、神はカインに語った』（1970年/未）や『キングと呼ばれた男』（1971年/未）、『行け・野郎・撃て！』（1971年/未）がDVD化され、幾度かジャケット仕様が変更されて発売され、ブルーレイ化されたものもある。
マカロニ・ウエスタン・ブームから久しい1980年代に入るとブルーノ・マッテイ監督がヴェルナー・ノックス名義で『愛は憎しみを越えて』（1984年/未/ビデオ）を撮り、ピゴッツィはリチャード・ハリスンの息子であるセバスティアン・ハリスン主演の『ライジング・スターの伝説』（1986年/未/ビデオ）に出演した。両作品はスペインでロケが行なわれ、デゥッチオ・テッサリ監督、ジュリアーノ・ジェンマ主演の『魔境のガン・ファイター』（1984年/未/ビデオ/テレビ放映）に触発された。
南アフリカ共和国でロケを行なった『キング・オブ・アフリカ』（1968年）にも助演した。19世紀の英領植民地を舞台にした作品だが、イタリアのマカロニ・ウエスタン研究本『ウエスタン・オール・イタリアーナ』では疑似西部劇として分類されている。

### フィリピンでの活動
1980年代にはアントニオ・マルゲリーティ監督がフィリピンで『戦場の謝肉祭』（1980年/未/ビデオ）を皮切りに『トルネード』（1983年/未/ビデオ）や『狼どもの戦場（コマンドー軍団3）』（1984年/未/ビデオ/テレビ放映）等の戦争アクション物を連発し、ピゴッツィはSFアクション物『エイリアン・フロム・ディープ』（1989年/未/ビデオ）まで起用された。インディー・ジョーンズを意識した『ジャングル・レイダース/黄金のレジェンド』（1984年/未/ビデオ）では脇役出演の傍ら製作監督（プロダクション・スーパーバイザー）を務めた。また、ルチオ・フルチ監督がフィリピン・ロケを行なった『サンゲリア2』（1988年/未/ビデオ）でも製作管理助手（アシスタント・プロダクション・マネージャー）を担当しており、『サイバーロボ』（1988年）でも同職を務めた。
1980年代も半ばになるとマルゲリーティの次世代に当たるブルーノ・マッテイ監督もベトナム戦争物『ストライク・コマンドー（地獄のバトル・コマンドー）』（1986年/未/ビデオ/テレビ放映）等の戦争アクション物を連作した。ピゴッツィもそれ等に起用されたが、出演場面がカットされ、クレジットのみの作品も見られる。『マシンガン・ソルジャー/戦場の狼』（1987年）、『サイゴン野獣刑事』（1988年）、『サイバーロボ』（1988年）、『ストライク・コマンドー2』（1988年/未/ビデオ）と言う具合に少なくない。因みに、『ストライク・コマンドー2』ではフィリピンのピーター・ローレと呼ばれるヴィック・ディアスが端役出演している。
なお、香港資本のダヴィアン・インターナショナル製作、『ファントム・ソルジャー』（1987年）のアーヴィン・ジョンスン（テディー・ページ）監督のベトナム戦争物『バトル・ギース/地獄の救出指令』（1990年/未/ビデオ）でも特殊部隊員役としてエンドロールに名前が見られるがカットされていた。

## 出演

### 映画
- 『ロベレ将軍』（1959年）ロベルト・ロッセリーニ監督、ヴィットリオ・デ・シーカ、ハンネス・メッセマー出演
- 『白い肌に狂う鞭』（1963年）（東芝映像から発売済み）ジョン・M・オールド（マリオ・バーヴァ）監督、ダリア・ラヴィ、クリストファー・リー出演
- 『生きた屍の城』（1964年）クリストファー・リー出演
- 『モデル連続殺人！』（1964年）（東芝映像から発売済み）マリオ・バーヴァ監督、キャメロン・ミッチェル出演
- 『ベイルート作戦/危機突破』（1965年）マーティン・ドーナン（ルチアーノ・マルティーノ）監督、リチャード・ハリスン出演
- 『女王陛下の大作戦』（1967年）ミケーレ・ルーポ監督、リチャード・ハリスン、アドルフォ・チェリ出演
- 『オーウェルロックの血戦』（1967年/未/テレビ放映）ジョージ・リンカーン（リカルド・フレーダ）監督、イヴ・ボワッセ助監督、マーク・デーモン、スティーヴン・フォーサイス出演
- 『復讐』（1968年/未ソフト化）（DVD＝コード・レッド（米））アンソニー・ドースン（アントニオ・マルゲリーティ）監督、リチャード・ハリスン、ヴェルナー・ポチャス、フレディー・アンガー（ゴッフレード・アンガー）出演
- 『キング・オブ・アフリカ』（1968年）（輸入ビデオ）ジョヴァンニ・スコラーロ、サンディー・ハワード共同監督、タイ・ハーディン、ピア・アンジェリ、ロッサノ・ブラッツィ、ジョージ・サンダース出演
- 『西部悪人伝』（1969年）フランク・クレーマー（ジャンフランコ・パロリーニ）監督、リー・ヴァン・クリーフ、ウィリアム・バーガー、ロバート・ハンダー、ペドロ・サンチェス出演
- 『復讐の味』（1969年/未ソフト化）マリオ・シチリアーノ監督、ジャンニ・ガルコ、ショーン・トッド（イワン・ラシモフ）、エリザ・モンテス出演
- 『そして、神はカインに語った』（1970年/未/DVD）アンソニー・ドースン（アントニオ・マルゲリーティ）監督、クラウス・キンスキー、ペーター・カルステン出演
- 『死の谷のサルタナ』（1970年/未ソフト化）ロベルト・マウリ監督、ウィリアム・バーガー、ウェイド・プレストン出演
- 『死の値段』（1971年/未ソフト化）ヴィンセント・トーマス（ロレンツォ・ジッカ・パッリ）監督、ジャンニ・ガルコ、クラウス・キンスキー、ジャンカルロ・プレテ出演
- 『キングと呼ばれた男』（1971年/未/DVD）ドン・レイノルズ（ジャンカルロ・ロミテッリ）監督、リチャード・ハリスン、クラウス・キンスキー、ヴァッシリ・カリス出演
- 『行け・野郎・撃て！』（1971年/未/DVD）アルド・フローリオ監督、ファビオ・テスティ、マッシモ・セラート出演
- 『殺し（バトルキラー）』（1971年）（大映から発売済み）ロマン・ギャリー監督、スティーヴン・ボイド、ジーン・セバーグ、ジェームズ・メイソン、クルト・ユルゲンス出演
- 『美女連続殺人魔』（1972年）アンソニー・アスコット（ジュリアーノ・カルニメーオ）監督、エドウィージュ・フェネシュ、ジョージ・ヒルトン出演
- 『処刑男爵』（1972年/未/ビデオ）（東芝映像から発売済み）マリオ・バーヴァ監督、ジョゼフ・コットン、エルケ・ソマー、マッシモ・ジロッティ出演
- 『デカくてワルい奴』（1972年/未ソフト化）（DVD＝ワイルド・イースト（米））マウリツィオ・ルチーディ監督、ジャック・パランス、バッド・スペンサー出演
- 『ブラック・シャツ/独裁者ムッソリーニを狙え！（パルチザン総攻撃）』（クレジット無し）（1974年/未/ビデオ/テレビ放映）（三実から発売済み）カルロ・リッツァーニ監督、ロッド・スタイガー、フランコ・ネロ、ヘンリー・フォンダ出演
- 『女囚SEX集団（地獄の女囚ハーレム）』（1980年）（キング・ビデオ/東北新社から発売済み）エドワード・G・ミューラー（エドゥアルド･ムラジア）監督、アンソニー・ステファン出演
- 『戦場の謝肉祭』（1980年/未/ビデオ）（パック・インから発売済み）アンソニー・M・ドースン（アントニオ・マルゲリーティ）監督、デーヴィッド・ウォーベック、ジョン・スタイナー、ティサ・ファロウ、トニー・キング、ボビー・ローズ、マッシモ・ヴァンニ、ロマーノ・クリストフ、ジム・ゲインズ、ハル・ヤマノウチ出演
- 『ザ・ゴールデンコブラ』（1982年/未/ビデオ）（パック・インから発売済み）アンソニー・M・ドースン（アントニオ・マルゲリーティ）監督、デーヴィッド・ウォーベック、ジョン・スタイナー、アルマンタ・サスカ、プロタシオ・ディー、ルネ・アバデーサ、渡辺ケン出演
- 『トルネード2』（1982年/未/ビデオ）（パック・インから発売済み）アンソニー・M・ドースン（アントニオ・マルゲリーティ）監督、デーヴィッド・ウォーベック、トニー・キング、アニー・ベル出演
- 『トルネード』（1983年/未/ビデオ）（パック・インから発売済み）アンソニー・M・ドースン（アントニオ・マルゲリーティ）監督、ティモシー・ブレント（ジャンカルロ・プレテ）、トニー・マーシナ（アントニオ・マルシーナ）、ロマーノ・クリストフ、マイク・モンティー出演
- 『未来から来たハンター/ヨオ』（1983年/未/ビデオ）（HRSフナイから発売済み）アンソニー・M・ドースン（アントニオ・マルゲリーティ）監督、レブ・ブラウン、コリンヌ・クレリー、ジョン・スタイナー、キャロル・アンドレ出演
- 『マッドライダー』（1983年）（東芝映像から発売済み、2018年にHDリマスター版でリバイバル上映）ジュールズ・ハリスン（ジュリアーノ・カルニメーオ）監督、ロバート・ジャンヌッチ（ロバート・イアンヌッチ）、エドゥアルド・ファヤルド、ヴェナンチーノ・ヴェナンチーニ、ルカ・ヴェナンティーニ出演
- 『アドベンチャー・アーク/アポロンの秘宝』（1984年）（日本コロムビアから発売済み）アンソニー・M・ドースン（アントニオ・マルゲリーティ）監督、デーヴィッド・ウォーベック、ジョン・スタイナー、リカルド・パラシオス出演
- 『ジャングル・レイダース/黄金のレジェンド』（1984年/未/ビデオ）（HRS フナイから発売済み）アンソニー・M・ドースン（アントニオ・マルゲリーティ）監督、クリストファー・コネリー、マリナ・コスタ、リー・ヴァン・クリーフ、マイク・モンティ出演
- 『狼どもの戦場（コマンドー軍団3）』（クレジット無し）（1984年/未/ビデオ/テレビ放映）（大映から発売済み）アンソニー・M・ドースン（アントニオ・マルゲリーティ）監督、リュウイス・コリンズ、リー・ヴァン・クリーフ、アーネスト・ボーグナイン、クラウス・キンスキー、ミムジー・ファーマー出演
- 『コマンドー・レオパルド（コマンドー軍団2）』（クレジット無し）（1985年/未/ビデオ/テレビ放映）（大映から発売済み）アンソニー・M・ドースン（アントニオ・マルゲリーティ）監督、リュウイス・コリンズ、クラウス・キンスキー、ジョン・スタイナー出演
- 『非情の島/女囚大脱走』（1985年/未/ビデオ）（映音から発売済み）リンダ・ブレア、レオン・アスキン、アンソニー・ステッフェン出演（『女囚SEX集団』からのフッテージ流用）
- 『コブラ・ミッション/地獄の救出作戦』（1986年/未/ビデオ/テレビ放映）（テイチクから発売済み）ラリー・ラドマン（ファブリツィオ・デ・アンジェリス）監督、オリヴァー・トビアス、クリストファー・コネリー、ジョン・スタイナー、マンフレッド・レーマン、ジョン・イーサン・ウェイン、ドナルド・プレザンス、ゴードン・ミッチェル、エンツォ・G・カステラーリ出演
- 『ストライク・コマンドー（地獄のバトル・コマンドー）』（1986年/未/ビデオ/テレビ放映＝テレビ朝日・日曜洋画劇場枠1989年3月）（CIC/ビクターから発売済み）ヴィンセント・ドーン（ブルーノ・マッテイ）監督、レブ・ブラウン、クリストファー・コネリー、マイク・モンティー、ジム・ゲインズ、マッシモ・ヴァンニ出演
- 『ライジング・スターの伝説』（1986年/未/ビデオ）（東芝映像から発売済み）ヴィンセント・ドーン（ブルーノ・マッテイ）監督、セバスティアン・ハリスン出演
- 『ダブル・ターゲット』（1987年/未/ビデオ）（CIC/ビクターから発売済み）ヴィンセント・ドーン（ブルーノ・マッテイ）、クラウディオ・フラガッソ（クレジット無し）共同監督、マイルズ・オキーフ、ボー・スヴェンソン、ドナルド・プレザンス、マイク・モンティー出演
- 『マシンガン・ソルジャー/戦場の狼』（1987年）（出演場面カット/クレジットのみ）（東芝EMIから発売済み）ヴィンセント・ドーン（ブルーノ・マッテイ）監督、ブレント・ハッフ、ヴェルナー・ポチャス、マリー・ステーヴィン、ジョン・ヴァン・ドリーレン、ロマーノ・プッポ出演
- 『サイバー・ロボ』（1988年）（製作管理助手も、出演場面カット/クレジットのみ）ヴィンセント・ドーン（ブルーノ・マッテイ）監督、レブ・ブラウン、キャサリン・ヒックランド、ジム・ゲインズ、アレックス・マクブライド（マッシモ・ヴァンニ）、マックス・ラウレル、メル・デーヴィッドスン、ジョン・P・ドゥラニー、ロマーノ・プポー、クライド・アンダースン（クラウディオ・フラガッソ）出演
- 『ストライク・コマンドー2』（1988年/未/ビデオ）（出演場面カット/クレジットのみ）（徳間コミュニケーションズから発売済み）ヴィンセント・ドーン（ブルーノ・マッテイ）監督、ブレント・ハッフ、リチャード・ハリス、マリー・ステーヴィン、ヴィック・ディアス、アレックス・マクブライド（マッシモ・ヴァンニ）出演
- 『サイゴン野獣刑事』（1988年）（出演場面カット/クレジットのみ）（東芝映像から発売済み）ボブ・ハンター（ブルーノ・マッテイ）監督、ブレント・ハッフ、マックス・ラウレル、ヴェルナー・ポチャス、キャンディス・デイリー、ロバート・マリウス出演
- 『サンゲリア2』（1988年/未/ビデオ）（製作管理助手も、出演場面カット/クレジットのみ）（徳間ジャパンから発売済み）ルチオ・フルチ、ブルーノ・マッテイ（クレジット無し）、クラウディオ・フラガッソ（クレジット無し）共同監督、デラン・サラフィアン出演
- 『エイリアン・フロム・ディープ』（1989年/未/ビデオ）（松竹から発売済み）アンソニー・M・ドースン（アントニオ・マルゲリーティ）監督、チャールズ・ネーピア出演